# Anorexie
Anorexie (česky nechutenství) je nespecifický příznak v medicíně, který označuje ztrátu chuti k jídlu. Slovo anorexie je odvozené z řeckého "α (ν) -" ((n) -, prefix, který označuje absence) a "όρεξη" (orexe) = chuť k jídlu.
Anorexie spočívá v odmítání a nechuti k jídlu a může se projevovat až naprostým odporem k němu. Pacientovi se dělá špatně, nebo se neustále cítí nehladový. Situace může vést až k podvýživě a k dalším problémům spjatým s hladověním. Pacienti s tímto symptomem často ani nepoznají, že potřebují přijmout potravu. Proto je nezbytné je k jídlu nutit a zároveň dohlédnout na plnění jejich pitného režimu (obvyklé je podávat vodu smíchanou s dalšími neutrálními tekutinami, avšak vše v přiměřeném množství).
Jako anorexie bývá také zkráceně označováno psychické onemocnění mentální anorexie (anorexia nervosa). Jedná se o narušené vnímání vlastního těla a o narušený vztah k jídlu. Nemocní mají strach z příbytku váhy a snaží se tomu zabránit tím, že nepřijímají potravu. 

## Běžné příčiny
Příčiny anorexie mohou být rozmanité a mohou spočívat ve stavu trávicího systému, v celkovém onemocnění (běžné virózy, tuberkulóza, otravy, selhání ledvin, rube atd.), nebo mohou být vyvolány některými léky.
- Akutní radiační syndrom
- Akutní virová hepatitida
- Addisonova choroba
- Atypické pneumonie (Mycoplasma)
- AIDS
- Mentální anorexie
- Úzkostná porucha
- Akutní zánět slepého střeva, doprovázený bolestí břicha, často i se zvracením
- Rakovina
- Chronické selhání ledvin
- Městnavé srdeční selhání, možná v důsledku přetížení jater s žilní krve
- Crohnova choroba
- Demence
- Deprese
- Hypervitaminóza
- Metabolické poruchy, zejména poruchy močového vylučovacího systému
- Superior mezenterický syndrom
- Tuberkulóza
- Ulcerózní kolitida
- Psychika
- Viróza
- Kolaps
- Zdravotní problémy, dráždivý tračník, nedostatek jídla, křeče